# 시흥시 갑
시흥시 갑은 대한민국의 국회의원 선거구이다. 경기도 시흥시의 일부 지역을 관할한다. 현직 국회의원은 더불어민주당의 문정복이다.

## 역사
제17대 국회의원 선거를 앞두고 시흥시 선거구가 갑, 을로 분구되면서 신설되었다.
제22대 국회의원 선거를 앞두고 인구 증가에 따라 능곡동이 갑구에서 을구의 구역으로 조정되었다.

## 관할 구역
| 대수      | 관할 구역                                                                             |
| --------- | ------------------------------------------------------------------------------------- |
| 17대~18대 | 시흥시 대야동, 신천동, 신현동, 은행동, 매화동, 목감동, 과림동, 연성동                 |
| 19대      | 시흥시 대야동, 신천동, 신현동, 은행동, 매화동, 목감동, 과림동, 연성동, 능곡동         |
| 20대~21대 | 시흥시 대야동, 신천동, 신현동, 은행동, 매화동, 목감동, 과림동, 연성동, 장곡동, 능곡동 |
| 22대~     | 시흥시 대야동, 신천동, 신현동, 은행동, 매화동, 목감동, 과림동, 연성동, 장곡동         |

## 역대 국회의원
| 선거   | 정당 | 정당         | 의원   |
| ------ | ---- | ------------ | ------ |
| 2004년 |      | 열린우리당   | 백원우 |
| 2008년 |      | 통합민주당   | 백원우 |
| 2012년 |      | 새누리당     | 함진규 |
| 2016년 |      | 새누리당     | 함진규 |
| 2020년 |      | 더불어민주당 | 문정복 |
| 2024년 |      | 더불어민주당 | 문정복 |

## 역대 선거 결과

### 대한민국 제17대 국회의원 선거
|  | 52.94% |

|  | 38.50% |

|  | 8.55% |

### 대한민국 제18대 국회의원 선거
|  | 49.78% |

|  | 47.74% |

|  | 2.46% |

### 대한민국 제19대 국회의원 선거
|  | 47.83% |

|  | 47.59% |

|  | 2.31% |

|  | 2.25% |

### 대한민국 제20대 국회의원 선거
|  | 46.41% |

|  | 41.18% |

|  | 11.02% |

|  | 0.88% |

|  | 0.48% |

### 대한민국 제21대 국회의원 선거
|  | 51.71% |

|  | 44.89% |

|  | 2.72% |

|  | 0.65% |

### 대한민국 제22대 국회의원 선거
|  | 60.81% |

|  | 38.27% |

|  | 0.90% |